# Tony Russel
Tony Russel, gelegentlich auch Tony Russell, eigentlich Antonio Pietro Russo (* 23. November 1925 in Kenosha, Wisconsin; † 18. März 2017 in Las Vegas, Nevada) war ein US-amerikanischer Schauspieler und Synchronsprecher.

## Leben
Tony Russel war bereits als Schüler in Aufführungen aktiv. Im Zweiten Weltkrieg wurde er als Pilot der U.S. Air Force eingesetzt; danach studierte er auf der University of Wisconsin Sprachwissenschaften und Schauspiel. Am Pasadena Playhouse machte er 1952 seinen Abschluss und drehte im selben Jahr seinen ersten Film, Hiawatha. Die Hauptrolle in der Disney-Fernsehproduktion von Zorro verpasste er knapp gegen Guy Williams; Russel spielte diese Rolle in einem europäischen Film rund zehn Jahre später. Seine große, athletische Erscheinung ließ ihn jedoch zahlreiche Nebenrollen in Filmen und Fernsehserien übernehmen, in denen er seine körperlichen Fähigkeiten einsetzen konnte. 1962 ging er nach Italien und blieb dort fünf Jahre lang, in denen er etliche Abenteuer- und Science-Fiction-Filme drehte.
Neben seiner schauspielerischen Tätigkeit begründete er in Italien die ELDA (English Language Dubbers Association), mit der er nicht nur italienische Filme für den englischsprachigen Markt bearbeitete, sondern auch das System einführte, einen Darsteller im Laufe seiner Karriere mit demselben Synchronsprecher zu versehen. So war Russel selbst zum Beispiel die englische Stimme von Fernando Sancho. Nach seiner 1967 erfolgten Rückkehr in die Vereinigten Staaten arbeitete er oft für das Fernsehen, spezialisierte sich aber mehr und mehr auf Dinner-Theater. Immer wieder sah man Russel bei Filmtreffen.

## Filmografie (Auswahl)
- 1952: Hiawatha
- 1960: Marschbefehl zur Hölle (War Is Hell)
- 1962: La leggenda di Fra Diavolo
- 1963: Reiter des Schreckens (Il terrore dei mantelli rossi)
- 1963: Die Revolte der Sieben (Gli invincibili sette)
- 1963: Der Sieger von Samarkand (Il ladro di Damasco)
- 1964: Blutgericht (La rivolta dei sette)
- 1964: Heiße Spur Kairo-London (La Sfinge sorride prima di morire - Stop Londra)
- 1964: Zorros grausamer Schwur (El Zorro cabalga otra vez)
- 1965: Raumschiff Alpha (I criminali della galassia)
- 1965: Tödliche Nebel (I diafonoidi vengono da Marte)
- 1966: Atom-Alarm Planquadrat goldene 7 (Tecnica di una spia)
- 1966: Flitterwochen auf italienisch (Viaggio di nozze all’Italiana)
- 1970: Hard Rider (The Hard Ride)
- 1984: Dia Haie von Las Vegas (The Vegas Strip War) (Fernsehfilm)
- 1992: Hearts Are Wild (Fernsehserie, eine Folge)